# スーパーファンタジーゾーン
『スーパーファンタジーゾーン』 (SUPER FANTASY ZONE) は、1992年1月14日にサン電子（サンソフト）から発売されたメガドライブ用横スクロールシューティングゲーム。ヨーロッパでは同年9月11日に発売。
セガから稼動されたアーケードゲーム『ファンタジーゾーン』（1986年）のゲームシステムを引き継いだオリジナル作品である。宇宙暦623X年を舞台に自機である「オパオパ」を操作し、「ダークメノン」と名乗る軍団を倒してファンタジーゾーンに平和を取り戻す事を目的としている。
開発にセガは関与しておらず、全てサンソフト自身が手掛けた。音楽はファミリーコンピュータ用ソフト『バトルフォーミュラ』（1991年）を手掛けた小高直樹、瀬谷辰宇、原伸幸が担当している。
2008年にWii用ソフトとしてバーチャルコンソールにて配信された他、PlayStation 2用ソフト『セガエイジス2500シリーズ Vol.33 ファンタジーゾーン コンプリートコレクション』（2008年）に収録された。

## ゲーム内容

### システムの変更点
システムの大部分は『ファンタジーゾーン』初作をほぼそのまま受け継いだものとなっており、そこから以下の要素が追加されている。
- 弾数制限のあったWEAPON 2（ボム系武器）のパーツが、"SPECIAL WEAPON"という新たな系統に移動。これにより、より多くの武器を併用（ツインボムを使用しつつヘビーボムを装備など）できるようになった。
- ボス戦でミスをした場合、SHOP風船が出る条件を満たしているときは、再スタート直後のボス戦開始前にSHOP風船が飛来するようになった。

### 装備
オパオパ（自機）は、以下のパーツ（パワーアップアイテム）を装備することができる。同系統のパーツは複数所有していても一度に1種類しか装備できず、ミスをすると非装備を含めすべてのパーツを失うのは初作と同様。

#### SPEED UP（スピードアップ）
順番に自機の移動速度が増す。これらの装備は再購入時の値上がりは無い。
- SMALL WINGS（スモールウイング） - 初期装備
- BIG WINGS（ビッグウイング）
- JET ENGINE（ジェットエンジン）
- TURBO ENGINE（ターボエンジン）
- ROCKET ENGINE（ロケットエンジン）

#### WEAPON 1（ショット系武器）
ツインショット以外は時間制限があり、制限時間を過ぎるとツインショットに戻る。
TWIN SHOTS（ツインショット）
初期装備。自機の前方水平方向へ上下2発1組の弾を発射。
WIDE BEAM（ワイドビーム）
自機の前方水平方向へ縦幅のあるアーチ状の弾を発射。
LASER BEAM（レーザービーム）
自機の前方水平方向へ一定の縦幅のあるレーザーを発射。ボタン押しっぱなしで連続的に発射可能。時間切れ近くになると細くなる。
耐久力のある敵に対する貫通力はなく、システム上ではショットが高速で連射されているのと同等。
7-WAY SHOTS（セブンウェイショット）
自機の前方へ7発1組の弾を扇状に発射。広範囲への攻撃だけでなく、敵に接近して7発全弾当てれば、高いダメージを与えられる。
CROSS RANG（クロスラング）
本作で新登場。十字手裏剣型のショットを発射。弾は上方向に円を描いて戻ってくる。貫通力はないが連射が効く。

#### WEAPON 2（ボム系武器）
すべて弾数制限がなく、ミスあるいは任意で変更しない限り初期装備に戻ることはない。
SINGLE BOMB（シングルボム）
初期装備。小型のボムを1個ずつ投下。着弾するまで次のボムは発射できない。
TWIN BOMBS（ツインボムズ）
シングルボムを連続で2個まで投下できる。
QUARTET MISSILES（カルテットミサイル）
本作で新登場。斜め方向へ4発同時に、前線基地以外を追尾するミサイルを発射。全て着弾するまで次のミサイルは発射できない。

#### SPECIAL WEAPON（スペシャル武器）
9発まで保有可能。購入価格は1発の価格。また、すべてボスに対してもダメージを与えられる。
SMART BOMB（スマートボム）
瞬時に画面上の敵機・敵弾を消し去る（発射時にボムの弾体は出現せず、画面がフラッシュする）。基地・ボスに対してはショット一発分のダメージとなる。
HEAVY BOMB（ヘビーボム）
錘形の貫通弾が自機の真上（画面外）から垂直方向に落下。効果は従来作と同様だが、弾体には「256t」と記されている。
BACK FIRE（バックファイアー）
本作で新登場。自機の後方から火炎を発射。
THUNDER VOLT（サンダーボルト）
本作で新登場。しばらくの間、自機を中心とした広範囲に落雷を発生させる。
HURRICANE（ハリケーン）
本作で新登場。自機を中心に回転する1対の竜巻を発射。
ULTRA BOMB（ウルトラボム）
本作で新登場。大型のボムを1個投下。着弾すると広範囲に爆発が及ぶ。
SHOWER BOMBS（シャワーボム）
本作で新登場。自機の下から大量のボムを投下。広範囲への攻撃だけでなく、敵に接近して全弾当てれば、高いダメージを与えられる。

#### その他
EXTRA SHIP（エキストラシップ）
購入すると残機が1増える。本作で残機を増やす唯一の手段。
SHIELD（シールド）
前作『ファンタジーゾーンII オパオパの涙』から引き続き登場。一定量敵の攻撃を耐えられるバリアが張られる。
SUPER LIGHTS（スーパーライト）
本作で新登場。ラウンド4で照明の範囲が広がる。
RUBBER BOOTS（ラバーブーツ）
本作で新登場。ラウンド6で電気が流れる地面に着地してもミスしなくなる。

## 設定

### ストーリー
宇宙暦623X年、ファンタジーゾーンの辺境に位置する悪霊の惑星、メノンの付近で異常な重力が起こった。早速調査に乗り出した宇宙パトロールだったが、「ダークメノン」と名乗る軍団に交信を絶たれてしまった。ファンタジーゾーンの征服を企む彼らは次々と惑星都市を占領し、略奪と殺戮を繰り返していった。オパオパの父オパパがダークメノン軍の進行をいち早く察知して単身メノン星へと向かったものの、強力な軍勢によって返り討ちに遭ってしまう。オパオパは父に代わってファンタジーゾーンの平和を取り戻すために、ダークメノン軍へ立ち向かう。

### ステージ構成
| ラウンド | 惑星名                               | 前線基地 | ボス           |
| -------- | ------------------------------------ | -------- | -------------- |
| 1        | 花の惑星 ピクニカ（PICKNICA）        | ミボーツ | ランターン     |
| 2        | 火山の惑星 カザーン（KAZARNE）       | コロージ | ズィーク       |
| 3        | 滝の惑星 ニャガーロ（NIAGARO）       | タルト   | プーカ         |
| 4        | 洞窟の惑星 リズケイブ（RISSCAVE）    |          | アツミンガー   |
| 5        | 土の惑星 グランディウス（GRANDIUSS） |          | ドグー         |
| 6        | 電気の惑星 レ・ピッカー（LE-PICKER） |          | ライデン       |
| 7        | 虹の惑星 アフロリウス（AFLORIOUS）   |          | アンモスティー |
| 8        | 暗黒の惑星 メノン（MENON）           | -        | ネクサス-PA    |

## ボスキャラクター
ラウンド1「ランターン」
ジャックランタンの外見のボスキャラ。斜めの8方向に分裂する弾を出したり、瞬間移動を行う。
ラウンド2「ズィーク」
レーザー砲を大量に付けたボスキャラ。全方向へ順番にレーザーを撃ってくる。撃ったレーザー砲と逆の方向のレーザー砲もレーザーを撃つ。
外見のモチーフはファンタジーゾーンのコバビーチ。
ラウンド3「プーカ」
鯉の外見をしたボスキャラ。鱗を放ちながらオパオパを吸い込もうとする。
ラウンド4「アツミンガー」
左右に破壊不能の刃を装備したボスキャラ。時々、刃を左右に伸ばし、顔の砲台から弾を撃ってくる。
ラウンド5「ドグー」
土偶の顔をしたボスキャラ。2体で固定されたルートを動く。なお、片方のドグーはもう1つのドグーとは対照的な方向を動く。目が開いている時のみダメージを与えられる。
ラウンド6「ライデン」
電気の攻撃が中心のボスキャラ。多くある砲台からビーム弾を放つ。また、額のゲージが溜まると（白色）、上下の破壊不能の砲台から極太のレーザーを撃つ。
ラウンド7「アンモスティー」
オウムガイの外見をしたボスキャラ。だが、名前の由来はアンモナイトである。弾を撃つだけだが、ある程度ダメージを与えると4つに分裂する。一番小さいものは弾を撃たない。
ラウンド8「ネクサス-PA」
巨大なオパオパの外見をしたボスキャラ。ラウンド1から7までのボスキャラの連戦をクリアすると登場する。
体当たり、7WAYショット、ヘビーボム（表記は1Mt）で攻撃する。
倒すと、本来の姿になる。オパオパのスピードを下げるリング、体当たりで攻撃する。
その正体は、自身の住むシャドウワールドを支配するダークマスターが、宇宙内でも力を行使し、オパオパ達の住むライトワールドを支配するために光の物質のブライトマターで作り上げた分身である。

## 移植版
| No. | タイトル                                                                    | 発売日                                   | 対応機種                                                 | 開発元          | 発売元                     | メディア                                   | 型式                  | 備考                                                                    |
| --- | --------------------------------------------------------------------------- | ---------------------------------------- | -------------------------------------------------------- | --------------- | -------------------------- | ------------------------------------------ | --------------------- | ----------------------------------------------------------------------- |
| 1   | スーパーファンタジーゾーン                                                  | 2008年5月7日 2008年6月27日 2008年7月21日 | Wii                                                      | サンソフト      | サンソフト セガ サンソフト | ダウンロード （バーチャルコンソール）      | -                     | 2019年1月31日配信・販売終了。                                           |
| 2   | セガエイジス2500シリーズ Vol.33 ファンタジーゾーン コンプリートコレクション | 2008年9月11日                            | PlayStation 2                                            | エムツー        | セガ                       | CD-ROM                                     | SLPM-62780            | ファンタジーゾーンシリーズ作品を集めたオムニバスソフトの1作として収録。 |
| 3   | セガエイジス2500シリーズ Vol.33 ファンタジーゾーン コンプリートコレクション | 2014年4月16日                            | PlayStation 3 PlayStation Portable (PlayStation Network) | エムツー        | セガ                       | ダウンロード （PlayStation 2アーカイブス） | NPJD-00053            | PS2版をエミュレートする形で配信。                                       |
| 4   | スーパーファンタジーゾーン                                                  | 2019年9月19日                            | メガドライブ ミニ                                        | エムツー        | セガゲームス               | プリインストール                           | - HAA-2520 - MK-16000 | 本体にあらかじめ収録されている42タイトルの中の一つ。                    |
| 5   | セガ メガドライブ for Nintendo Switch Online                                | 2022年3月17日                            | Nintendo Switch                                          | 任天堂 エムツー | 任天堂                     | ダウンロード                               | -                     |                                                                         |

## 音楽

### 使用曲
- OPENING
- （ROUND-1）PICNIC
- （ROUND-2）MANGO!
- （ROUND-3）WATER MELODY
- （ROUND-4）GOOD EVENING!
- （ROUND-5）FANCY PROMENADE
- （ROUND-6）VILILY
- （ROUND-7）FRESH MELON
- SHOP
- BOSS
- STAGE CLEAR
- （ROUND-8 BOSS）YA-DA-NE
- GAME OVER
- （EPILOGUE）RECOLLECTION
- STAFF ROLL
- GAME OVER

## スタッフ
- プログラム：KAWA-CHAN、KEROYON
- グラフィック：AKIRA、ひろせまさのり、ほそえかずひと
- サウンド：小高直樹、ABOUT.SS（瀬谷辰宇）、原伸幸
- スペシャル・サンクス：HIROKUN（東谷浩明）、こざわかずもと、河合正人

## 評価
- ゲーム誌『ファミコン通信』の「クロスレビュー」では合計で25点（満40点） [15]、『メガドライブFAN』の読者投票による「ゲーム通信簿」での評価は以下の通りとなっており、24.20点（満30点）となっている[1]。

| 項目 | キャラクタ | 音楽 | 操作性 | 熱中度 | お買得度 | オリジナリティ | 総合  |
| 得点 | 4.42       | 4.30 | 3.95   | 3.88   | 4.16     | 3.49           | 24.20 |

- ゲーム本『メガドライブ大全』（2004年、太田出版）では、本作が『ファンタジーゾーン』のエッセンスを受け継いだ作品であるとした上で、「セガ以外のメーカーから出たのが信じられない」と指摘、裏技で前作のBGMでプレイすると前作のプレイ感覚を踏襲した作りであると理解できるとした上で「送り手の半端ではないリスペクトが伝わってきます」と称賛、本作が「リスペクトと技術力が合体して生み出された幸福な続編」であると総括した[16]。